# Equipos ciclistas españoles en 2012
Equipos ciclistas españoles en 2012, se refiere a la relación de equipos ciclistas profesionales españoles de la modalidad de ciclismo en ruta en la temporada 2012.
Respecto a la temporada anterior desapareció el equipo Geox-TMC. Además, el equipo Andalucía Caja Granada pasó a denominarse simplemente Andalucía, y el Burgos 2016-Castilla y León pasó a denominarse Burgos BH-Castilla y León.

## Equipos

### Equipos UCI ProTeam
- Euskaltel-Euskadi
- Movistar Team

### Equipos Profesionales Continentales
- Andalucía
- Caja Rural

### Equipos Continentales
- Burgos BH-Castilla y León
- Orbea Continental

## Clasificaciones UCI

### UCI WorldTour
| Posición | Equipo            |
| 5º       | Movistar Team     |
| 13º      | Euskaltel-Euskadi |

### Circuitos Continentales UCI

#### UCI America Tour
| Posición | Equipo    |
| 31.º     | Andalucía |

#### UCI Asia Tour
| Posición | Equipo     |
| 16º      | Andalucía  |
| 41.º     | Caja Rural |

#### UCI Europe Tour
| Posición | Equipo                      |
| 21.º     | Caja Rural                  |
| 75.º     | Andalucía                   |
| 99.º     | Burgos 2016-Castilla y León |
| 103.º    | Orbea Continental           |